# Івашево (Великоустюзький район)
Іва́шево (рос. Ивашево) — присілок у складі Великоустюзького району Вологодської області, Росія. Входить до складу Трегубовського сільського поселення.

## Населення
Населення — 54 особи (2010; 61 у 2002).
Національний склад (станом на 2002 рік):
- росіяни — 82 %